# Protestas por gasolinazo en México en 2017
Las protestas por gasolinazo en México en 2017 fueron una serie de protestas en contra del aumento de la gasolina por parte del gobierno de Enrique Peña Nieto que entró en vigor el 1 de enero de 2017. Miles de manifestantes marcharon, bloquearon carreteras y cerraron gasolineras estatales. El aumento del precio, conocido en México como gasolinazo, fue el resultado de la privatización de la industria petrolera mexicana por parte del presidente Enrique Peña Nieto. Otros factores que llevaron a las protestas incluyen la alta inflación, un peso mexicano débil, la violencia generalizada debido a la guerra contra el narcotráfico en México y el bajo índice de aprobación de Peña Nieto y sus acusaciones de corrupción.

## Antecedentes
A principios de su periodo presidencial, el presidente Enrique Peña Nieto presentó una iniciativa, la reforma energética, en la cual propuso modificar la estructura en tema de hidrocarburos para hacer su venta más competitiva y reducir los precios al usuario casero.
El 26 de octubre de 2016, el Congreso de la Unión aprobó la Ley de Ingresos de la Federación para el ejercicio fiscal 2017, el cual fue publicado en el Diario Oficial de la Federación, el 15 de noviembre de 2016, mismo que contiene nuevos IEPS (Impuestos Especiales Sobre Producción y Servicios) en los que el gobierno grava con tasas elevadas la gasolina magna, premium y diesel.
Sin embargo, en diciembre del 2016 se anunció el aumento en el precio de la gasolina (magna, premium y diesel) para el 1 de enero de 2017 en un 20%. Para inicio de febrero del mismo año, se estimaron dos incrementos más y, después del 18 de febrero, la liberación del precio con lo que habría ajustes diarios.
En algunos estados de la República se informó sobre desabasto de combustible, ante lo cual PEMEX anunció la regularización en la primera semana de enero.
El aumento de precios, programado para comenzar el 1 de enero de 2017, coincidió con una economía marcada por una alta inflación, además de la debilidad del peso mexicano. La reciente elección de Donald Trump como presidente de los Estados Unidos generó incertidumbre, ya que había hecho campaña con un fuerte proteccionismo económico. Además, Peña Nieto experimentaba índices de aprobación históricamente bajos y estaba involucrado en numerosos escándalos de corrupción.

## Protestas

### 1 de enero
Desde el día 1 de enero de 2017 se presentaron manifestaciones en contra; la carretera México-Querétaro se bloqueó desde las 11 de la mañana por espacio de varias horas.
Manifestantes se congregaron en la Ciudad de México para marchar desde el Ángel de la Independencia hasta el Zócalo de la ciudad. Fueron bloqueadas diversas gasolineras. Hubo manifestaciones con pancartas en diversos puntos de la república. En Baja California colocaron ratoneras gigantes frente a casas de diputados locales.

### 5 de enero
- En Ixmiquilpan, Hidalgo, manifestantes contra el alza de la gasolina bloquearon la Autopista México-Laredo. En el intento de la Policía Federal y la Policía Estatal de Hidalgo por retirar el bloqueo a la vía, hubo un enfrentamiento violento que dejó como resultado el fallecimiento de dos jóvenes manifestantes y trece lesionados, así como diversas detenciones.[12] Por la muerte de los jóvenes, la fiscalía estatal ha abierto una investigación.[13] El gobernador del estado de Hidalgo, Omar Fayad, dijo que se buscaría el diálogo en la resolución del conflicto, pero que se castigarían más vandalismos.[14]
- En Monterrey, Nuevo León, mientras unas 15 mil personas realizaban una protesta en la Macroplaza del centro de la capital neolonesa,[15] un grupo de vándalos atacaron con piedras y bombas molotov el Palacio de Gobierno del estado de Nuevo León. Los manifestantes se opusieron a los vándalos, gritando "¡Ese no es el pueblo!, creando un conflicto entre los manifestantes pacíficos y los alborotadores. Por dichos incidentes, Jaime Rodríguez Calderón, gobernador del estado, anunció 182 detenciones.[16]
- En los municipios del estado de Veracruz, Boca del Río, Tierra Blanca, Medellín y Agua Dulce se presentaron protestas y disturbios; en este último hubo una persona fallecida a consecuencia. Se detuvo a 155 personas. El gobernador del estado Miguel Ángel Yunes Linares confrontó a quienes saqueaban una plaza en Plaza Las Brisas de Veracruz, convenciéndoles de no hacerlo a cambio de vales de despensa.[17][18]

## Saqueos
Desde el 1 de enero se registraron varios saqueos a tiendas de autoservicio y departamentales en la Ciudad de México, Estado de México, Puebla, Chiapas Tlaxcala, Veracruz, Hidalgo, San Luis Potosí y Tabasco, Hubo intentos de saqueo en Michoacán. En el caso de la Ciudad de México, una investigación del sitio de noticias Animal Político, apoyada por videos y declaraciones de la Secretaría de Seguridad Pública capitalina, confirmó que esta serie de robos no tuvieron relación alguna con las protestas generadas por el gasolinazo.

Lo que está claro, subraya el funcionario, es que no se trataba de personas que tuvieran intención alguna de manifestarse pacíficamente sino que eran individuos que explícitamente se reunieron para provocar alteraciones al orden y generar estos saqueos. Incluso se llegó a asegurar un arma de fuego en un vehículo que abandonaron y en otras situaciones hubo disparos.
Idris Rodríguez, coordinador del C4 de la Secretaría de Seguridad Pública de la Ciudad de México

Dichos ataques fueron calificados por la policía como inéditos, organizados y hechos con una logística similar por hombres, en su mayoría, jóvenes. Se tiene evidencia del uso de transportes para ese fin específico, algunos de los cuales después de ocurrir los robos en la Ciudad de México huyeron hacia el Estado de México.
En Puebla, reportes vecinales hechos a la policía indicaron que los ladrones actuaron organizados y que cometieron algunos saqueos usando transportes con placas del Estado de México. El gobernador de esta entidad, Rafael Moreno Valle Rosas, informó que los saqueos no guardaron relación con las protestas pacíficas y que fueron hechos por grupos vinculados a partidos políticos. En la Central de Abasto de Puebla, los locatarios se armaron con palos y piedras para repeler intentos de saqueo.

## Reacciones
Sin aviso previo, el 1 de enero varias líneas de autotransporte de pasajeros foráneos aumentaron sus precios. Además, ese mismo día de enero se liberó el precio del gas LP y se incrementó la tarifa de alto consumo eléctrico de la CFE.
Miguel Ángel Mancera informó que pretende reunirse con los gobernadores y con el presidente Peña Nieto para revisar la decisión en el aumento a la gasolina.
El 4 de enero de 2017, Enrique Peña Nieto habló por primera vez en público sobre el tema, en un mensaje a la nación sobre el gasolinazo durante una conferencia de prensa sobre cambios en su gabinete. En dicho mensaje, Peña Nieto llamó a la actuación con serenidad y habló sobre lo difícil de la decisión, calificándola de necesaria para conservar la estabilidad económica del país. El mandatario justificó el aumento debido al aumento del precio del petróleo y, por ende, de las gasolinas, al alto volumen de importación del combustible desde el país.

Sé que el hecho de que las gasolinas se ajusten a su precio internacional es un cambio difícil. Pero como Presidente mi responsabilidad es justamente tomar decisiones difíciles en el presente, para evitar afectaciones mayores en el futuro
-Enrique Peña Nieto

El mandatario mexicano —en alusión a las protestas— mencionó que en este contexto no permitiría "abusos de quienes al amparo de esta medida se excusan y cometen tropelías".
Un día después, el 5 de enero de 2017, Peña Nieto llamó a la unidad en un mensaje a la nación por el inicio de año desde la Residencia Oficial de Los Pinos, en donde reiteró lo que había enunciado un día antes, deslindando a la reforma energética y argumentando que comprendía el enojo, y que la decisión fue difícil y dolorosa. Además, el presidente mexicano dijo que el hecho de sostener los subsidios gubernamentales al costo de la gasolina para seguirla manteniendo baja habría tenido consecuencias más graves, como el endeudamiento público, el aumento de impuestos y el sacrificio de gasto social:

Tratar de mantener el precio artificial de las gasolinas nos hubiera obligado a recortar programas sociales, a subir impuestos o a incrementar la deuda del país, poniendo en riesgo la estabilidad de toda la economía. De hecho, mantener un precio artificial de la gasolina en 2017, como el que teníamos en diciembre, habría significado un gasto adicional de más de 200 mil millones de pesos. Este monto equivale a paralizar por cuatro meses todos los servicios del Seguro Social, desde consultas con el médico familiar, hasta cirugías, guarderías y servicios de emergencia; interrumpir dos años completos los apoyos que entrega el Programa PROSPERA a casi 7 millones de familias; suspender tres años el Seguro Popular, que cuida la salud de más de 50 millones de mexicanos. Aquí les pregunto: qué hubieran hecho ustedes.
-Enrique Peña Nieto

 El Partido de la Revolución Democrática (PRD), luego de admitir como un error el respaldo que dio a la aprobación a la Reforma Energética, anunció su rechazo "rotundo" al gasolinazo y anunció un calendario de protestas pacíficas. El partido Movimiento Regeneración Nacional (Morena), ante las protestas que calificó como "clamor popular", anunció que promoverá juicios de amparo ante las medidas, así como una jornada de información y protestas en el país, pero sin realizar tomas de instalaciones o vías de comunicación.
Por su parte, la Conferencia del Episcopado Mexicano de la Iglesia católica llamó a los poderes ejecutivo y legislativo y a los partidos políticos mexicanos que reconsideraran el alza a las gasolinas y "a recorrer el camino de la paz, la justicia y la solidaridad, resolviendo de manera inteligente y creativa los grandes retos que se nos presentan".